# Mattheus Wijtmans

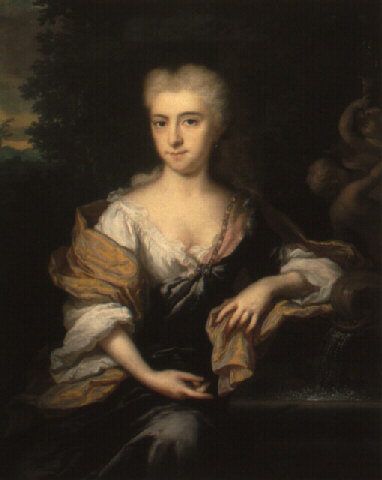
Mattheus Wijtmans, Portret van een vrouw

Mattheus Wijtmans (’s-Hertogenbosch, 1638 - Utrecht, 1689) was een Noord-Nederlands schilder.  Wijtmans was eerst leerling van de Gorinchemse kunstschilder Hendrik Verschuring en daarna van Jan van Bijlert uit Utrecht. Zowel Verschuring als van Bijlert hebben enige tijd in Italië doorgebracht. Wijtmans schilderde dan ook in de stijl van de Italianisten.  Wijtmans maakte schilderijen van gezelschappen, personen en stillevens. Bij het schilderen van gezelschappen liet hij zich inspireren door Caspar Netscher. De landschappen die als achtergrond fungeren in zijn schilderijen zijn gedetailleerd en natuurgetrouw. Het schilderen van stillevens van bloemen en fruit, waar hij zich op het laatst op toelegde, zou zijn specialiteit zijn geweest. Het is opvallend dat in bijna alle schilderijen van Wijtmans de kleuren “oranje-blanje-bleu” voorkomen. 

## Privéleven
Mattheus is in 1638 in Den Bosch geboren als zoon van Dirk Wijtmans en de Gorinchemse Ida van den Bosch. Hij is op 23-10-1638 gedoopt in ’s-Hertogenbosch. Mattheus verhuisde met zijn vader en moeder van ’s-Hertogenbosch naar Gorinchem in 1640. In 1664 gebruikte zijn vader twee schilderijen van zijn zoon om gedeeltelijk een rekening van 118 gulden te betalen.  Het gezin heeft in Gorinchem op verschillende adressen gewoond, o.a.  Arkelstraat 8 en Gasthuisstraat 9. In 1665 vertrok Mattheus naar Utrecht. Hij werd in 1667 lid van het Utrechtse Sint-Lucasgilde als meester. 

## Werken
Van het werk van Wijtmans is ongeveer een vijftiental schilderijen bekend, waarvan er nu zeven in het bezit zijn van musea over de gehele wereld, te weten de Walters Art Gallery in Baltimore, het Museum of Fine Arts in Boedapest, de Gemäldegalerie Alte Meister in Dresden, de Abe Bailey Collection in Kaapstad, het Louvre in Parijs, de Galerie Alte Meister in Schwerin en het Gorcums Museum in Gorinchem. Laatstgenoemd museum heeft sinds 2013 een werk hangen dat is aangekocht op een veiling in Londen.  

## Trivia
In de Gorinchemse wijk Lingewijk-Noord is een straat vernoemd naar Mattheus Wijtmans. 